# نفطويه
أبو عبد الله إبراهيم بن محمّد بن عرفة العَتَكيّ الأزديّ (244 هـ / 858م - 323 هـ / 935م) إمام حافظ، إمام من أئمة النحو، فقيه ظاهري. لقب نِفْطَوَيْه تشبيها له بالنفط، لدمامته وأدمته، وزيد مقطع (ويه), لأنه كان يجري على طريقة سيبويه في النحو. ولد بمدينة واسط في العراق، وسكن بغداد ومات فيها.

## مكانته العلمية
- قال أبو منصور الثعالبي: وكان عالما بالعربية واللغة والحديث، أخذ عن ثعلب، والمبرد، وكان من طهارة الأخلاق، وحسن المجالسة، والصدق فيما يرويه، على حالٍ ما شاهدتُ عليها أحدا، وكان حَسَن الحفظ للقرآن يبتدأ في مجلسه بشيء منه على قراءة عاصم، ثم يقرئ غيره، وكان فقيها، عالما بمذهب داوود، رأسا فيه، وكان مسندا في الحديث ثقة صدوقا.

## شيوخه
- داود بن علي الظاهري
- إسحاق بن وهب العلاف.
- داود إسحاق بن وهب العلاف. الكاتب محمد عبد الله صيهود الجوعاني
- خلف بن محمد كردوس.
- محمد بن عبد الملك الدقيقي.
- شعيب بن أيوب الصريفيني.
- محمد بن عبد الملك الدقيقي.
- أحمد بن عبد الجبار العطاردي.
- المبرد.
- ثعلب
- عباس بن محمد الدوري.
- عبد الله بن محمد بن شاكر.
- أحمد بن عبد الجبار العطاردي.
- عبد الكريم بن الهيثم العاقولي.

## تلاميذه
- المعافى بن زكريا.
- أبو بكر بن شاذان.
- أبو عمر بن حيويه.
- أبو بكر بن المقرئ.

## مؤلفاته
- غريب القرآن
- كتاب المقنع
- كتاب البارع
- تاريخ الخلفاء
- كتاب الأمثال
- الشهادات
- القوافي
- الاقتصارات
- كتاب الاستثناء والشروط في القراءات

## وصلات خارجية
- منتديات الظاهرية